# دریاچه کولوندا
دریاچه کولوندا (به لاتین: Lake Kulunda) یک دریاچه در روسیه است که در سرزمین آلتای واقع شده‌است.